# Coryanthes macrocorys
Coryanthes macrocorys es una orquídea de hábito epífita originaria de Sudamérica.

## Descripción
Es una orquídea de tamaño grande, que prefiere el clima cálido creciendo como epifita con pseudobulbos cónicos de crucería que llevan 2 hojas apicales, estrechamente elípticas. Florece en el verano en el hemisferio norte en una inflorescencia colgante basal, lateral de 30 cm  de largo con 1 a 2 flores que surge de un pseudobulbo maduro y con frecuencia después de la caída de las hojas con flores perfumadas.

## Distribución
Se encuentra en Perú en el Departamento de San Martin  a una altitud de 500 a 1000 metros.

## Taxonomía
Coryanthes macrocorys fue descrita por  Robert Allen Rolfe  y publicado por primera vez en Lindenia 8: 15, t. 342. 1892.
Etimología
Coryanthes: (abreviado Crths.) nombre genérico que procede del griego "korys" = "casco" y de "anthos" = "flor" en alusión al epiquilo del labelo parecido a un casco.

macrocorys: epíteto latino que significa "con grandes cascos".